# 梅爾洛 (佐洛喬夫區)
50°12′5″N 35°44′29″E / 50.20139°N 35.74139°E
梅爾洛（烏克蘭語：Мерло）是位於烏克蘭東部的村莊，由哈爾科夫州博霍杜希夫區的佐洛奇夫市鎮負責管轄。該村面積0.54平方公里，海拔高度154米，2001年人口49，人口密度每平方公里90.4人。